# Paratemelia meyi
Paratemelia meyi là một loài bướm đêm thuộc họ Oecophoridae. Nó được tìm thấy ở Namibia.